# Talmühle (Mitterfels)
Talmühle ist ein Weiler und ein Ortsteil des Marktes Mitterfels im niederbayerischen Landkreis Straubing-Bogen.

## Lage
Talmühle liegt an der Menach und nördlich unterhalb der Burg Mitterfels am sogenannten Teufelsfelsen.

## Geschichte
Im Urbar des Kastenamtes Mitterfels von 1555 wird die Mühle im Tal aufgezählt und auch ein Badhaus bei der Mühle genannt. 1829 wird eine Mühle mit einem Mahlgang genannt. Trotzdem wird Talmühle auch 1811 noch nicht als Ortsteil für den Steuerdistrikt Mitterfels geführt und wird in den Volkszählungen erst ab 1950 gelistet.

### Einwohnerentwicklung
| Jahr      | 1838 | 1860 | 1916 | 1950 | 1961 | 1970 | 1987 |
| --------- | ---- | ---- | ---- | ---- | ---- | ---- | ---- |
| Einwohner | 11   | 14   | 5    | 24   | 20   | 13   | 7    |

### Namenschreibweise
Früher wurde auch die Schreibweise Thalmühl verwendet.

## Natur- und Landschaftsschutz
Talmühle liegt im Landschaftsschutzgebiet Bayerischer Wald.